# 楊氏軸孔珊瑚
楊氏軸孔珊瑚（学名：Acropora yongei）为軸孔珊瑚科軸孔珊瑚屬下的一个种。